# Кујо (Аргентина)
Кујо је винородно, планинско подручје централно-западне Аргентине . Историјски је обухватао провинције Сан Хуан, Сан Луис и Мендозу . Савремени израз Нови Кујо указује како на сам Кујо, тако и на провинцију Риоха. Нови Кујо је политичка и економска макрорегија, али у културном погледу Риоха је део северозапада, а не Кујо. Кујо има неке од најпопуларнијих туристичких атракција у Аргентини и највише планинске масиве у Андима, укључујући саму Аконкагву, највиши врх изван Азије и провинцијски парк Исчигуаласто. Тло је суво и црвенкасто, прелази га неколико река. Већина река се напаја одмрзавањем снега на врховима, а њихова количина воде се знатно повећава у пролеће. Река Десагуадеро је главни колектор, која прима воду из Бермеја, Винчине и Салада пре него што стигне до реке Колорадо. Виноградарство је једна од главних делатности овог подручја. Производња вина у региону представља скоро 80% националне производње, а вина су веома цењена у свету. Узгајају се и маслине, кромпир, парадајз, а производе се и слаткиши и конзервиране намирнице. Вађење камена и експлоатација нафте су друге важне индустрије. Градове и места у региону карактеришу колонијалне ниске куће и цркве и уске улице, које се у главним градовима разликују од модерних делова. Кујо Универзитет, основан 1939. године, најважнији је у овим провинцијама и има свој кампус у Мендози, али има факултете до Рио Негро-а.

## Клима
Регија Кујо има суву или полусушну климу са просечном годишњом количином падавина од око 100—500 mm (4—20 in)   који је углавном непоуздан из године у годину.   Регија, која обухвата широк спектар географских ширина у комбинацији са надморским висинама у распону од 500 м до скоро 7000 м, значи да има широк спектар различитих клима.   Генерално, већи део регије има умерену климу са већим надморским долинама са блажом климом.  На највећим надморским висинама (преко 4.000 м), ледени услови трају током целе године.  Дневни опсег је веома велик са веома врућим температурама током дана праћеним хладним ноћима.  Међу свим локацијама у Аргентини, регион има највећи дневни опсег у земљи, с подручјима у провинцији Сан Јуан са дневним дометом већим од 19,1 °C (34,38 °F)     .  Анди спречавају улазак кишних облака из Тихог океана, док га географска ширина ставља у појас субтропског појаса високог притиска који овај регион одржава сувим.   Са врло ниском влажношћу, обиљем сунца током целе године и умереном климом, регион је погодан за производњу вина.  Суше су честе и дуготрајне. 
Регион је под утицајем субтропског, полутрајног јужноатлантског антициклона на истоку у Атлантику, полутрајног јужнопацифичког антициклона западно од Анда, развојем система ниског притиска преко северне Аргентине и западњака у јужним деловима региона.   Већина падавина пада током лета, када вруће температуре и висока осунчаност доводе до развоја система са ниским притиском који се налази изнад северне Аргентине који у интеракцији са јужноатлантским антициклоном ствара генерисање градијента притиска који доноси влажни источни ветар у регион, фаворизујући падавине, које се углавном јављају у облику конвективних грмљавина.     Више од 85% годишњих падавина пада од октобра до марта, што представља топлу сезону.  Супротно томе, зимски месеци су суви због слабљења ових система и ниже осунчаности која слаби над северном Аргентином.  Источна и југоисточна подручја региона примају више падавина него западна, јер имају више летњих падавина.  Као такви, већина провинције Мендоза и провинције Сан Хуан примају најниже годишње падавине са средњим летњим падавинама у просеку мањим од 100 mm (3,9 in)   а у ретким случајевима нема летњих падавина.  Даље према истоку у провинцији Сан Луис, просечне летње падавине просечно крећу око 500 mm (20 in) и може премашити 700 mm (28 in)     у неким областима.   На локацијама на већим надморским висинама падавине падају у облику снега током зимских месеци.    У региону годишње падавине су веома променљиве из године у годину и чини се да прате циклус између сушних и влажних година у периодима од око 2, 4–5, 6–8 и 16–22 године.  У влажним периодима источни ветрови изазвани суптропским јужноатлантским антициклоном су јачи, што узрокује више влаге према овом региону, док су током сушних година ти ветрови слабији.  